# Lars Nieberg
Lars Nieberg (Wittingen, 24 de julio de 1963) es un jinete alemán que compitió en la modalidad de salto ecuestre.
Participó en dos Juegos Olímpicos de Verano, obteniendo dos medallas de oro en la prueba por equipos, en Atlanta 1996 (junto con Franke Sloothaak, Ulrich Kirchhoff y Ludger Beerbaum) y en Sídney 2000 (con Ludger Beerbaum, Marcus Ehning y Otto Becker).
Ganó una medalla de oro en el Campeonato Mundial de Saltos Ecuestres de 1998 y dos medallas en el Campeonato Europeo de Saltos Ecuestres, oro en 1997 y bronce en 2001.

## Palmarés internacional
| Juegos Olímpicos   | Juegos Olímpicos         | Juegos Olímpicos  | Juegos Olímpicos |
| Año                | Lugar                    | Medalla           | Categoría        |
| ------------------ | ------------------------ | ----------------- | ---------------- |
| 1996               | Atlanta (Estados Unidos) | Medalla de oro    | Por equipos      |
| 2000               | Sídney (Australia)       | Medalla de oro    | Por equipos      |
| Campeonato Mundial |                          |                   |                  |
| Año                | Lugar                    | Medalla           | Categoría        |
| 1998               | Roma (Italia)            | Medalla de oro    | Por equipos      |
| Campeonato Europeo |                          |                   |                  |
| Año                | Lugar                    | Medalla           | Categoría        |
| 1997               | Mannheim (Alemania)      | Medalla de oro    | Por equipos      |
| 2001               | Arnhem (Países Bajos)    | Medalla de bronce | Por equipos      |